# NHKウイークリーステラ
『NHKウイークリーステラ』（エヌエイチケイウイークリーステラ、STERA）とは、NHKの関連団体・NHKサービスセンターが発行していた週刊テレビ情報誌である。略称は『ステラ』、誌名の由来はSatellite（衛星）、Television（テレビ）、Radio（ラジオ）から。

## 解説
『ステラ』の前身は、1950年1月1日に発売された定期購読専門のタブロイド新聞形式のNHK広報誌『週刊NHKラジオ新聞』というもので、当時はまだラジオしかなかったNHKの番組表と解説記事が掲載されていた。1955年にテレビの普及などもあり『NHK新聞』を経て、1960年に定期購読雑誌に変更された『グラフNHK』（月2回刊。当初の誌名は『NHK』で、1965年より『グラフNHK』となる）が『ステラ』の直接の前身である。これを1990年5月23日から書店などでの一般販売を行うため誌名を変更した上、週刊誌（毎週水曜発売）に形態を改めたものが『NHKウィークリーステラ』で、巻号などは『グラフNHK』から継続してカウントされていた。紙面構成は主としてNHKで近々に放送が予定される注目番組をカラーグラフで紹介するほか、1週間のテレビ番組表（在京民放キー局と衛星民放も掲載）、NHKのラジオ番組表（NHK-FMはエアチェックリスト付きの番組もある）、イベント情報などが掲載されていた。
2004年3月17日からはテレビ雑誌の競争激化から関西版（在京キー局の番組表が在阪民放準キー局に差し替えられていた）も創刊されたが、地域版の発行は関西（近畿2府4県）のみで、それ以外の地域は関東版（他のテレビ雑誌同様関西に隣接する地域では両版を併売されることもある）を利用する形となっていた。
番組表のページは
- テレビは4ページを1日のくくりとしていた。
  - その日付最初の2ページはNHK関連で、見開き左端がその日のNHK注目番組を3つ、そしてNHK総合テレビジョン、NHK教育テレビジョン、更に右側はNHK BS1、NHK BSプレミアムの大型フルサイズ番組表。
  - 次の2ページは民放関連で、見開き左側が在京キー局（関西版は在阪準キー局）の標準フルサイズ番組表、右側は民放キー局系各局、BS11、トゥエルビの番組表が標準ハーフサイズで掲載されていた。以前は有料BSのWOWOW（プライム、ライブ、シネマ）、スターチャンネル1・2・3の番組表を載せていたことがあったが、有料BSが2011年10月以後段階を追って増えたため、番組表の掲載が省略されていた（ただし問い合わせ一覧にはこの2局の連絡先住所・電話番号・URLは掲載されていた）。アナログCS時代にはスカイポートの番組表が掲載されていた。
- ラジオは、テレビの後ろ側のページにあり、
  - 最初と2ページ目右半分がラジオ注目番組の記事。
  - 2ページ目左端と3・4ページ目が1週間のNHKラジオ第1放送の大型番組表（『ラジオ深夜便』の詳細な時間割が下段にあった）
  - 5ページ目がNHKラジオ第2放送の1週間の簡単な番組表
  - 6ページ目右半分がNHK-FM放送の注目番組の記事。6ページ目左端、7・8ページ目がNHK-FM放送の1週間の番組表で、事前の録音音楽番組には放送予定楽曲も掲載されていた。

編集方針としては番組解説はNHKの番組、特にドラマ（大河ドラマや連続テレビ小説）やドキュメンタリー、キャンペーン、スポーツ、衛星放送番組を重視していて、民放ドラマの解説は相対的に少なかった。表紙も同様に各番組出演者が飾る（NHKアナウンサー含む）。バラエティ番組については解説を事実上他のテレビ誌に譲ることがほとんどとなっていた。NHKのミニ番組でさえも他誌（ただし編集者や連載執筆者の個人的な注目であることも多い）に出し抜かれることがあった。しかし、NHKの番組情報誌である性格上、媒体露出に制約の多い芸能人がNHKに出演する場合であっても他テレビ誌を凌ぐ情報量で勝負できる強みを持っていた。NHKの情報番組（『ためしてガッテン』など）のあらすじが放送時に紹介された図録付きで再録されることがあった。『きょうの料理』など、NHK出版などがテキストを刊行している番組に関しても、扱いは少なかった。
全国版（関東版）の放送局表記は他のテレビ雑誌とほとんど変わらないが、関西版では毎日放送と朝日放送を一般的な表記であるMBSテレビ、ABCテレビと表記せず「毎日放送」「朝日放送」と表記していた（ちなみにテレビ朝日は、以前の正式社名であった全国朝日放送時代も「テレビ朝日」として表記。また関西テレビ放送は2015年4月に「関西テレビ」から「カンテレ」の表記に変更）。両版とも、独立UHF局の番組表は掲載していなかった。関西版では、テレビ東京系列のテレビ大阪の番組表が掲載されていなかった時期はあるが、その後掲載されるようになった。
例年11月頃にはとじ込みで『NHKアナウンサー名鑑』が特集として組まれていた。かつてはNHKのアナウンサーに加え、民放キー局5局（日本テレビ・テレビ朝日・TBSテレビ・フジテレビ・テレビ東京）およびその系列局のアナウンサーを最大で年2回（前・後期版）網羅していた他、各地の放送局を含むNHK番組キャスターが掲載されていた時期もあった。また同時にNHKと民放キー局アナウンサーの対談などが掲載されていたこともある。

### 休刊へ
関西版は、在阪準キー局の番組表以外はほとんど全国版との違いが少なく、維持が困難であるとして、2020年9月30日発売の10月9日号で休刊することが同年7月8日に明らかになった。
以後は関西を含めた全国統一版に戻ったが、電子番組表（EPG）の普及が進んだことに加え、インターネット上で簡単に最新の番組情報が入手可能になったとして、2022年3月30日発売の4月8日号をもって休刊となり、これにより『NHK』『グラフNHK』から続いた72年、『ステラ』としては32年の紙媒体の雑誌の歴史に終止符が打たれた。『NHK』『グラフNHK』『NHKウイークリーステラ』の3誌合わせて通巻2141号。
休刊に先立ち、これまでの誌面で取り扱ってきた番組関連記事を始め、Eテレやラジオの各種番組を活用した生活情報記事も掲載するオンラインメディアの「ステラnet」が2021年12月に開設されている。

## 発行部数
前身誌『グラフNHK』の1979年時点での発行部数は公称52万部。
『ステラ』の2017年8月時点での発行部数は公称13万部。

## 別冊・増刊および関連雑誌
NHK大相撲中継
かつて日本の大相撲の、前場所が終わる時期に合わせて刊行されていた隔月刊雑誌（次の場所の番付編成会議の結果を受けて偶数月の中旬ごろに発売されていた）。1975年から刊行されており、こちらは『グラフNHK』が会員限定誌だったころから、書店などで取り扱われていた。
2010年名古屋場所は一連の大相撲野球賭博問題の影響により大相撲の生中継が取り止め（開催そのものはあり、録画ダイジェストを放送した）になったことを受けて発売中止となり、8月に「名古屋・秋場所合併号」として発行された。
2011年春場所は一連の大相撲八百長問題の影響で大相撲の開催そのものが自粛となったため発売が中止される。また同雑誌の発行部数が低下したことなどの理由により、夏場所以後開催しても出版しないことを決定したため、休刊となった。
その後2013年6月より大相撲人気の回復を受け『NHK G-Media 大相撲ジャーナル』と改題しNHKグローバルメディアサービスより復刊し、2017年5月より旧誌名の入った『NHK G-Media 大相撲中継』に改題されている。
NHK G-Media 大相撲ジャーナル
2013年5月23日、NHKは上記の事情により休刊した『NHK大相撲中継』を同年6月19日より誌名変更の上復刊させることを発表した。
復刊の理由は「1横綱、3大関が誕生するなど人気が回復し、土俵に活気が戻ってきたため」としている。
発行はイースト・プレスとなって、本誌と直接の関連は無くなったが、発行が、2014年6月20日発行（名古屋場所展望号）から株式会社アプリスタイルになった。
ラジオ深夜便
番組と同名の機関誌を発行。当初は『別冊ステラ・ラジオ深夜便』名義で季刊→隔月刊だったが、現在は『月刊ラジオ深夜便』として月刊発行している。
創刊当初（1996年）は会員制（定期購読・通信販売限定）であったが、1998年より全国書店などでの取り扱いも始まった。
年1回（3月ごろ）に『深夜便ファンブック』（以前は『深夜便完全読本』『深夜便年鑑』）が発売されているほか、アンカーコーナー、明日への言葉などのインタビューをまとめた書籍も多数ある。
連続テレビ小説
番組終了の前後、『メモリアルブック』と題し、各ドラマのダイジェストや出演者のインタビューなどを掲載した「ステラ臨時増刊」「ステラMOOK」が刊行されていた（なおNHK関係の出版社では、NHK出版からも『NHKドラマ・ガイド』と称し、番組の放送開始時などに朝ドラや大河ドラマの本が出版されている）。
その他、オリンピック、FIFAワールドカップの開催に合わせた同様の臨時増刊号が発行されていた。